# Opius idealis
Opius idealis är en stekelart som beskrevs av Fischer 1969. Opius idealis ingår i släktet Opius och familjen bracksteklar. Inga underarter finns listade i Catalogue of Life.